# August Lindbergh

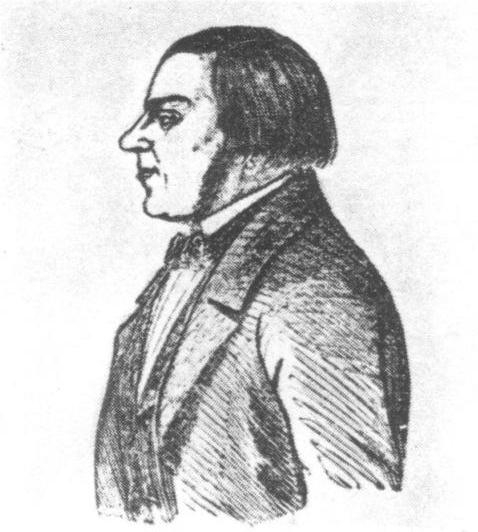
August Lindbergh um 1850 (damals noch Ola Månsson).

August Lindbergh (* als Ola Månsson 12. Mai 1808 in Smedstorp, Gemeinde Tomelilla, Schweden; † 14. Oktober 1893 in  Little Falls, Minnesota oder Melrose, Minnesota) war ein schwedisch-amerikanischer Landwirt und Politiker.
Lindbergh war der Sohn eines Kleinbauern, der durch die Heirat mit der Großbauerntochter Ingar Jönsdotter (1816–1864) zu Wohlstand gelangte. 1847 wurde er als Vertreter des Bauernstandes Mitglied des Ständereichstags, wo er sich als glänzender Redner für liberale Reformen einsetzte. In Stockholm lernte er die junge Kellnerin Lovisa Jansdotter Carlén (1837–1921) kennen, mit der er einen Sohn, Carl, hatte. Er war 1856–1858 Direktor des Kreditbüros der Reichsbank in Malmö. Korruptionsvorwürfe gegen ihn, die in einen aufsehenerregenden Prozess mündeten, führten 1859 dazu, dass er seine Ehefrau, mit der er sieben Kinder hatte, verließ und mit seiner Geliebten und dem gemeinsamen Sohn in die Vereinigten Staaten floh. Das Paar änderte seine Namen in August und Louise Lindbergh und den Namen des Kindes von Carl in Charles August. Es gründete eine Farm in Melrose (Minnesota), Minnesota, und heiratete 1885. In den Vereinigten Staaten wurden noch sechs weitere gemeinsame Kinder geboren.
Lindbergh erhielt 1870 die US-amerikanische Staatsangehörigkeit und wurde Mitglied der Republikanischen Partei. In Melrose bekleidete er mehrere Ämter, unter anderem als Postmeister, Stadtschreiber, Schulbezirksschreiber und Friedensrichter.
Sein Enkel war Charles Lindbergh.